# 锥花繁缕
锥花繁缕（学名：Stellaria monosperma var. paniculata）为石竹科繁缕属下的一个变种。
分布于中国云南、西藏、阿富汗、不丹、印度、缅甸、尼泊尔、锡金、泰国、越南。